# Площадь Челюскинцев (Ярославль)
Пло́щадь Челю́скинцев (бывшая Парадная площадь + Соборная площадь, площадь Мира) — площадь в историческом центре города Ярославля. Фактически площадь Челюскинцев — это две параллельные улицы, которые тянутся от Советской площади до Успенского собора, между которыми находятся бульвар Мира и Демидовский сад.

## История

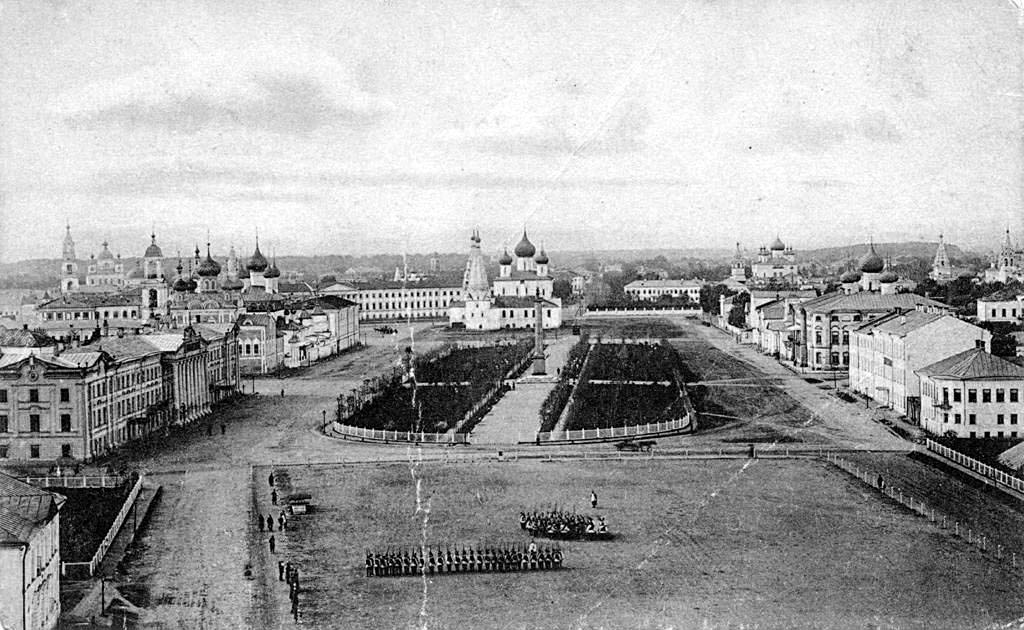
Вид на Парадную площадь с колокольни Успенского собора

Изначально площадь состояла из двух отдельных площадей: Парадной (от Ильинской площади до Медведицкого оврага) в Земляном городе и Соборной площади (от Медведицкого оврага до Успенского собора) в Рубленом городе. Парадная площадь была создана по регулярному плану 1778 года на месте средневековых Пробойной и Никольской улиц. Использовалась как плац для воинских строевых занятий, смотров, парадов. Соборная площадь, созданная в конце XVIII века, названа по располагавшемуся на ней Успенскому собору. Первоначально площади соединялись Фроловским мостом, но уже в начале XIX века овраг, разделявший площади, был засыпан.
В 1829 году в центре Парадной площади был установлен Демидовский столп. А в 1885 году вокруг него городским главой Иваном Вахромеевым был разбит сад, со временем также ставший называться Демидовским.

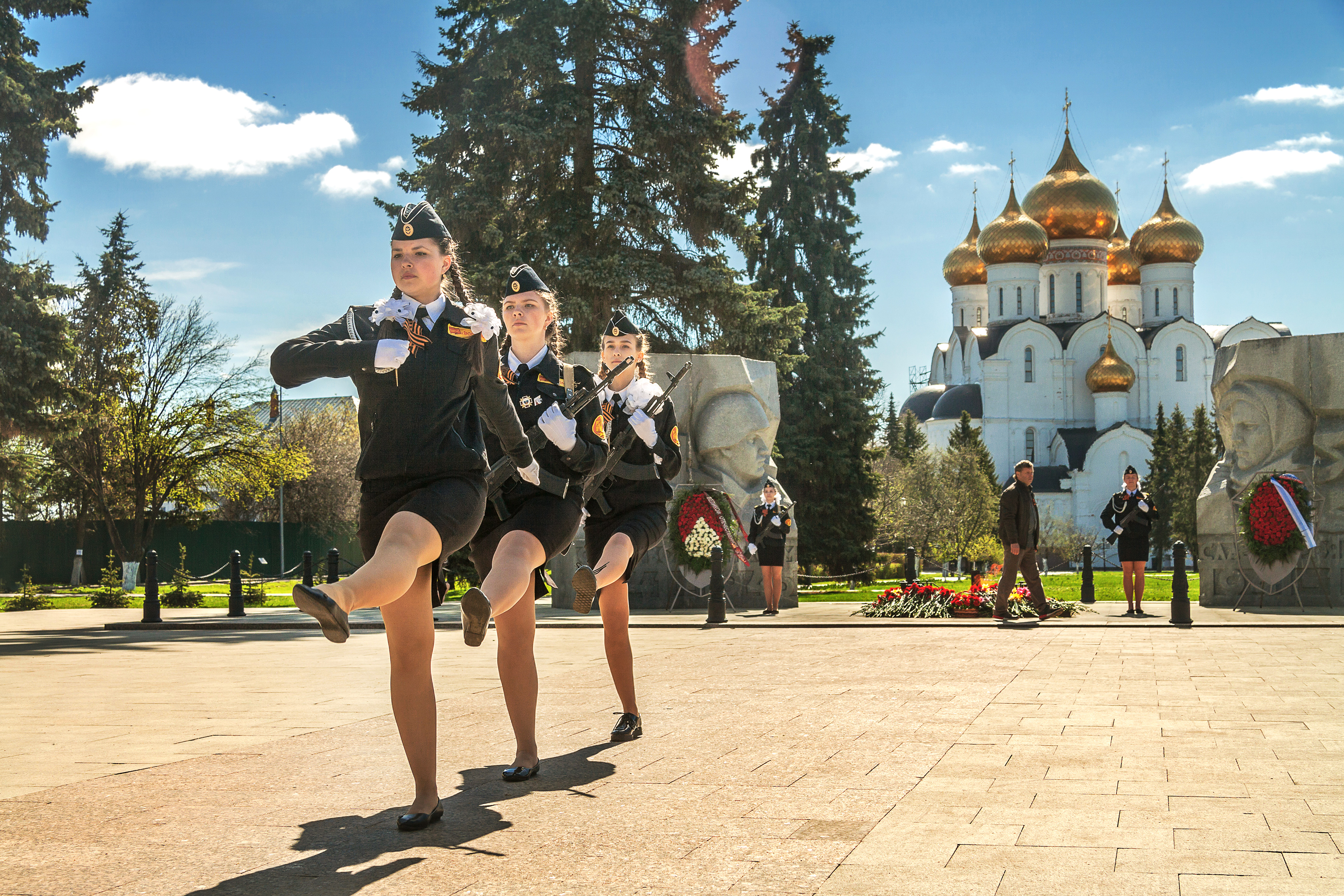
Почётный караул, 2018

В 1918 году, после установления советской власти, обе площади переименовали в площадь Мира, в честь заключённого большевиками Брестского мира. В Демидовском саду соорудили памятник большевикам, застреленным ярославцами во время восстания. Летом 1919 года рядом с памятником производились захоронения красноармейцев, погибших при подавлении восстаний ярославских крестьян.
В 1931 году Демидовский столп разрушили, а сад переименовали в «сквер Братских могил».
В 1933 году площадь Мира переименовали в площадь Комсомола. В июне 1934 года накануне торжественной встречи в Ярославле экипажа парохода «Челюскин» площадь снова переименовали — в площадь Челюскинцев. Главную аллею площади продолжили называть бульвар Мира.
В 1968 году на площади соорудили Вечный огонь.

## Здания и сооружения
- № 4 — Ярославский теннисный клуб
- № 5, 5А — Бывший дом Тихомирова, построенный в 1852 году[1]
- № 6 — Городской центр развития образования
- № 7 — Подворье Толгского монастыря, построенное в 1808 году[2]
- № 8 — Бывшее здание Александровского приюта, построенное по регулярному плану в конце XVIII века в стиле раннего классицизма[3]

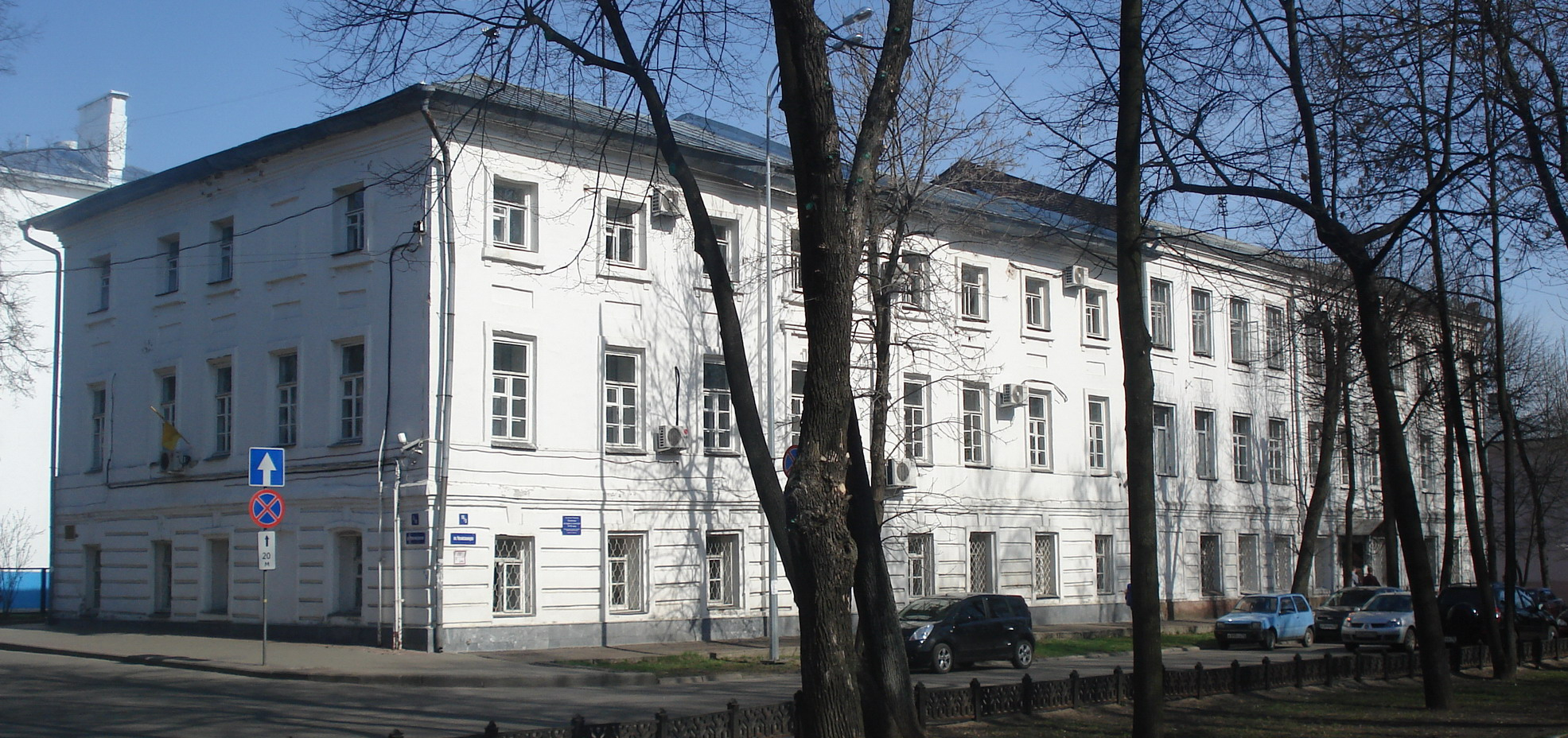
Бывшая Банковая контора (№ 10)

- № 10 — Департамент имущественных и земельных отношений Ярославской области. Здание возведено в 1780-е годы в период регулярной перепланировки города (отмечено на плане Ярославля 1802 года) в стиле раннего классицизма. Упоминается в литературе как здание банковой конторы (Ярославль, 1960). До революции принадлежало Духовному ведомству (Николо-Надеинской церкви)[4].
- № 11 — Бывшее здание губернской гимназии (1793 г.), надстроенное в 1886 г. по проекту Николая Поздеева; ныне главное здание ЯГМУ
- № 12 — Бывшая усадьба Вахромеева, с 2007 года в нем располагается Ярославская духовная семинария
- № 13 — Жилой дом. Построен на месте церкви Воскресения Христова (построена в 1660 на месте деревянной церкви, перестроена в 1850-х в русском стиле, закрыта в 1921, разрушена в 1929).
- № 14 — Гостиница «Парадная». Бывшее здание трапезной церкви Космы и Дамиана. В 1930 церковь была закрыта, главный храм и колокольня сломаны, в оставшейся трапезной устроен магазин. В 2010 магазин переделан в гостиницу.
- № 15 — Спасо-Пробоинская церковь
- № 16 и 16А — Бывшая усадьба Матвеевских
- № 17 и 17А — Спасо-Афанасиевский монастырь